# تلمبه شماره ۵ دادگاه انقلاب
تلمبه شماره ۵ دادگاه انقلاب یک منطقهٔ مسکونی در ایران است که در دهستان تکاب (کرمان) واقع شده‌است.